# Als twee druppels water
Als twee druppels water is een Nederlandse speelfilm uit 1963 van regisseur Fons Rademakers, naar de roman De donkere kamer van Damokles (1958) van Willem Frederik Hermans, waarin het dubbelgangermotief een grote rol speelt. De film heeft als internationale titels Like two drops of water, The Dark room of Damocles en The Spitting Image. De film is zwart-wit en is Nederlandstalig.

## Geschiedenis
Hermans schreef aanvankelijk zelf het scenario, gebaseerd op zijn eigen roman. Volgens Rademakers zou Hermans hebben vastgehouden aan het "adequaat" verfilmen van zijn roman – wat een film van 18 uur zou hebben opgeleverd. Daarop heeft Rademakers het scenario zelf voltooid, losjes gebaseerd op het boek.
Er zijn veel verschillen tussen boek en film. Het hoofdpersonage Osewoudt heet in de film Ducker. Hermans bedacht zelf een nieuwe introductie van Duckers spiegelbeeld Dorbeck. De vele lange monologen werden geschrapt. Tot slot is een opvallend verschil de toegevoegde eindscène, die zich afspeelt op een atol en de kijker in nog meer verwarring achterlaat.
Biermagnaat Freddy Heineken, die een kleine cameo heeft, investeerde in de film, op voorwaarde dat zijn toenmalige vriendin Nan Los een rol kreeg. De film werd zijn eigendom. In 1969 besliste Heineken dat de film "om persoonlijke redenen" niet meer zou worden vertoond. Kort daarvoor was Heinekens relatie met Nan Los stuk gelopen. Na de dood van Freddy Heineken in 2002 werd de film opnieuw uitgebracht.
Als twee druppels water deed mee aan de competitie van het filmfestival van Cannes. Circa 470.000 mensen bezochten de film, die genomineerd werd voor een Gouden Palm voor beste regie.

## Verhaal
Het verhaal speelt zich af tijdens de Duitse bezetting van Nederland in de Tweede Wereldoorlog. De goedaardige maar sullige Henri (Hennie) Ducker is sigarenwinkelier in Voorschoten. Als op een avond een parachutist landt met een missie als geheim agent voor de geallieerden, blijkt deze "als twee druppels water" op Ducker te lijken. Hij is alleen donker in plaats van blond. De man, Dorbeck genaamd, haalt Ducker over opdrachten uit te voeren voor het verzet. Ducker, die Dorbeck bewondert als een verbeterde versie van zichzelf, gaat hier gretig op in. Eerst gaat het nog om het ontwikkelen van foto's, later om sabotage en liquidatie van Duitse officieren. Ondertussen krijgt hij een relatie met de onderduikster Marianne. Tegelijkertijd heeft zijn vrouw Ria een verhouding met de NSB'er Turlings. Na de bevrijding wordt Ducker tot zijn ontsteltenis niet als een verzetsheld beschouwd, maar gearresteerd en beschuldigd van landverraad. Hij verdedigt zich door te zeggen dat Dorbeck hem kan vrijpleiten, maar die is niet te vinden en niemand weet iets van hem af.

## Rolverdeling

### Hoofdrollen
| Acteur              | Personage                |
| ------------------- | ------------------------ |
| Lex Schoorel        | Hennie Ducker / Dorbeck  |
| Nan Los             | Marianne Mesdag          |
| Van Doude           | Inspecteur Wierdeman     |
| Guus Verstraete sr. | Obersturmführer Ebernuss |

### Bijrollen
| Acteur               | Personage                 |
| -------------------- | ------------------------- |
| Mia Goossen          | Ria, Duckers vrouw        |
| Elise Hoomans        | Duckers moeder            |
| Ina van der Molen    | Elly                      |
| Sacco van der Made   | een Duitse officier       |
| Ko Arnoldi           | de huisdokter             |
| Jos Gevers           | oom Frans                 |
| Hans Polmans         | Turlings                  |
| André van den Heuvel | Tonino                    |
| Jules Royaards       | Hubach                    |
| Frans van der Lingen | Eckener                   |
| Piet Römer           | een marechaussee          |
| Marianne van Waveren | pseudo-Jeugdstormleidster |
| Siem Vroom           | de pater                  |
| Freddy Heineken      | een toeschouwer           |